# Simon Vukčević
Simon Vukčević (Titogrado, atual Podgorica, 29 de Janeiro de 1986) é um futebolista montenegrino que joga atualmente no Grupo Desportivo de Chaves, como extremo ou médio ofensivo.
Um dos jogadores mais impressionantes da recente história da antiga Sérvia e Montenegro, Vukčević deu os primeiros xutos na bola no FK Budućnost Podgorica e aos 16 anos foi para a Belgrado para a formação do Partizan.
O pai do Simon, Ilija Vukčević, é director desportivo do FK Zeta.

## Carreira

### Partizan de Belgrado
Abençoado com uma auto-confiança inabalável, passou dois anos nos juniores em Belgrado antes de entrar para a equipa principal, marcando e criando golos a partir da sua posição. Foi premiado com a camisola número 1 como reconhecimento da sua popularidade para com os adeptos do Partizan. A sua melhor época no clube foi em 2004/05 onde teve exibições vistosas na Liga nacional e Taça UEFA. Contudo em 2005/2006 Vukcević começou a ser acusado de não jogar para a equipa e de não estar 100% em forma.

### Saturn Ramenskoe
Apesar das críticas, a sua mudança para o FC Saturn, em Janeiro de 2006, foi uma surpresa. A transferência, que custou 7 milhões de euros ao clube russo, não tinha melhorado a forma de Vukčević. No fim de Julho de 2006, Vukčević estava ainda remetido às reservas do FC Saturn com o treinador Vladimír Weiss a revelar publicamente que ele não se aplicava nos treinos e que mostrava falta de respeito.
O Saturn acabou a época de 2006 num vergonhoso 11º lugar na Primeira Liga da Rússia, e enquanto a época de 2007 estava prestes a começar Vukčević mostrava-se frustrado porque o treinador metia-o a jogar numa posição que não era a dele. Vukčević disse também que ter vindo para o Saturn foi um erro e que teria preferido um clube com mais ambições.
Vukčević foi nomeado para o Gillette Melhor Jovem Jogador no inicio de 2006.

### Sporting Clube de Portugal
Vukčević transferiu-se para o Sporting Clube de Portugal, no verão de 2007, numa transferência a rondar os 2 milhões de euros, por 50% do passe, envergando a camisola 10. O internacional montenegrino encontrou no clube de Alvalade o compatriota Milan Purovic. Nos primeiros anos de leão ao peito, Simon contribuiu com muitos golos e assistências, nomeadamente tendo protagonizado duas reviravoltas em jogos do Sporting, frente ao Marítimo e Paços de Ferreira. Apesar de ter iniciado a sua época de estreia (2007/08) como suplente, foi um dos elementos mais importantes da equipa, fruto da sua enorme combatividade em campo. Na segunda época, fruto de mais um caso de indisciplina na sua carreira é remetido para o banco de suplentes, situação que o leva a querer sair do clube. Destacou-se na sua primeira época quando no total de todas as competições conseguiu somar 14 golos (7 no campeonato, 2 na Taça de Portugal, 2 na Taça da Liga e 3 nas competições europeias). No decorrer da temporad, Paulo Bento e Simon Vukčević tiveram uma zanga, o que fez com que o montenegrino estivesse afastado das convocatórias durante largas semanas. Mas tudo se resolveu entre Vuk e Paulo Bento, e consequentemente, Vukcević voltou a entrar nas contas de Paulo Bento para o decorrer desta época. E o Simon até correspondeu bem às chamadas de Paulo Bento, pois revelou-se um elemento fundamental na manobra ofensiva da equipa leonina.
Na pré-época de 2010/2011 o novo treinador do Sporting, Paulo Sérgio, ia dispensar Vukčević até que o empréstimo foi "congelado" após o Olimpiakos ter rejeitado á ultima da hora. Agora rejuvenescido e com a camisola 77, Vukčević acaba por ser uma agradável surpresa no início dessa mesma temporada, sendo chamado frequentemente à titularidade. Alinhou em 39 jogos pela equipa de Paulo Sérgio, apontando 5 golos. Contudo, acaba por sair do clube leonino no fim da temporada.

### Blackburn Rovers
Na temporada 2011/2012, Vukčević transfere-se para o Blackburn Rovers. Teve uma passagem fugaz no clube inglês, alinhando em apenas 10 jogos e 2 golos na sua temporada de estreia. Na nova época (2012/2013), Vukčević fez 11 jogos pelo Blackburn mas acabou por sair em janeiro, no mercado de inverno.

### Karpaty
Vukčević saiu do Blackburn em janeiro de 2013 para assinar pelo Karpaty da Ucrânia, alinhando somente em 2 jogos pela equipa ucraniana.

### Vojvodina
Após uma infeliz passagem na Ucrânia, Vuk transfere-se para o clube sérvio FK Vojvodina no verão de 2013, fazendo 13 jogos pelo clube.

### Levadiakos FC
Em janeiro de 2014, Vukčević muda-se para a Grécia para assinar com o Levadiakos FC. Até ao final do campeonato grego de 2013/2014, Vuk fez apenas 5 jogos mas na temporada seguinte apontou 2 golos em 29 jogos pelo clube grego.

### ENP
Na temporada 2015/2016, Vukčević transfere-se para os cipriotas do ENP realizando em 16 jogos, marcando 2 golos.

### Chaves
No dia 22 de junho de 2016, Simon Vukčević foi oficializado como reforço do Chaves.
Regressou a Portugal cinco anos depois da saída do Sporting, tendo assinado por uma temporada.

## Seleção nacional

### Seleção sub-21
Aos 18 anos, Vukčević foi convocado pelo Vladimir "Pižon" Petrović para fazer parte da Seleção da Servia e Montenegro no Campeonato da Europa Sub-21 na Alemanha. Vukčević teve uma prestação notável no torneio marcando na derrota contra a Itália (1-2), assim como na meia-final contra a Suécia. Surpreendentemente a Sérvia e Montenegro chegou à final onde perdeu com a selecção italiana.
Quase 2 meses depois Vukčević fez parte da selecção para as Olimpiadas de Atenas que acabou por ficar em 4º na fase de grupos.
Ele também jogou no apuramento para o Campeonato Europeu de Portugal Sub-21 em 2006. Convocado 5 vezes para a Selecção A da Servia e Montenegro, Vukčević agora com 20 anos, esperava chegar longe no Europeu de Portugal mas tiveram uma prestação pior que no Europeu anterior, acabando derrotados na meia-final pela Ucrania. Simon foi convocado desta vez para a Selecção de Montenegro sub-21 para jogar contra a Bulgária, onde marcou um golo e falhou um penalty (2-1).

### Seleção principal
O caminho que Vukčević foi percorrendo nos sub-21 chamou a atenção do seleccionador da Sérvia e Montenegro, Ilija Petković. A sua estreia foi em Fevereiro de 2005 num amigável frente à Bulgária, como substituto. Todas as suas chamadas à selecção foram feitas por Ilija Petković, a maioria amigáveis.
Com a separação da Sérvia e Montenegro, Simon escolheu Montenegro como seus país, visto ter nascido em Podgorica. Fez o seu primeiro jogo contra a Hungria (2-1) num amigável a 24 de Março de 2007.